# Palacio de Festetics
El palacio de Festetics (en húngaro: Festetics-kastély) es un palacio barroco situado en la ciudad de Keszthely, condado de Zala, en Hungría. Su construcción, iniciada por Kristóf Festetics en 1745, duró más de un siglo, durante el cual el palacio, construido en un principio sobre los cimientos de un castillo en ruinas, se triplicó en tamaño, en dos campañas sucesivas de construcción, más recientemente, en la década de 1880, bajo el  diseño de Viktor Rumpelmayer, que vivía en Viena. Cuando Rumpelmayer murió en 1885, el trabajo fue concluido por los arquitectos Gusztáv Haas y Paschkisch Miksa. El resultado es una de las tres mayores casas de campo en Hungría.